# Rhytidocassis indicola
Rhytidocassis indicola es una especie de insecto coleóptero de la familia Chrysomelidae.
Fue descrita científicamente en 1892 por Duvivier.